# موبيرا سيناتور
موبيرا سيناتور (Mobira Senator) هو أحد أجهزة نوكيا، شركة الهواتف والتقنية النقالة. يأتي هذا الجهاز مع شاشة أحادية اللون (مونوكروم). تم إصدار هذا الجهاز في 1982. أما بالنسبة لوضعية إنتاجه الحالية فلم يعد يتم إنتاجه. تقنيته/تردده هي NMT 450. جيل الجهاز هو غير معروف. عامل الشكل (التصميم) للجهاز هو "نوع الصندوق - وهو أول هاتف نقّال.